# アメリア・ワーナー
アメリア・ワーナー（Amelia Warner, 1982年6月4日 - ）は、イギリス・リバプール出身の女優。

## 略歴
両親ともに俳優。16歳の時にロイヤル・コート・ユース・シアターに参加して演技を学ぶ。その後BBCのドラマ等に出演して注目されるようになる。
2001年にコリン・ファレルと結婚したが、数ヵ月で離婚した。
2010年からイギリスの俳優・モデルのジェイミー・ドーナンと交際をはじめ、
2012年末に婚約した。
翌年2013年4月27日結婚、11月に女児を出産。
ダルシーと名づけられた。
2016年3月に第2子であるエルヴァを、
2019年3月に第3子を出産した。

## 主な出演作品
- クイルズ Quills (2000)
- ナイン・ライブス Nine Lives (2002)
- リトル・イタリーの恋 Love's Brother (2003)
- ブライアン・ジョーンズ ストーンズから消えた男 Stoned (2005)
- イーオン・フラックス Aeon Flux (2005)
- 光の六つのしるし The Seeker: The Dark Is Rising (2007)